# 呉学鎮
呉 学鎮（オ・ハクチン、朝鮮語: 오학진/吳學鎭、1928年1月4日 - 2011年6月17日）は、大韓民国の陸軍軍人、政治家。第6・7・8・9代韓国国会議員。
本貫は同福呉氏、号は楠石（ナムソク、남석）。

## 経歴
日本統治時代の平安南道平原郡出身。建国大学校法科、陸軍士官学校、陸軍大学卒。師団の参謀長を経て、5・16軍事クーデターで戦闘歩兵師団の中領級大隊長として参加した。陸軍准将で予備役編入後は民主共和党初代政策研究室長として政界入りした。全国区および始興・富川・甕津一帯選出の国会議員4期のほか、民主共和党政策委員・党務委員・中央常任委員・京畿道13・14・16地区党委員長、国際技能競技大会韓国委員会会長、第8・9代国会商工委員会委員長を務めた。国会議員引退後は保守団体「愛国市民の会」などに参加した。
2011年6月17日、持病により死去した。享年83。